# خوان كارلوس لا روزا
خوان كارلوس لا روزا (بالإسبانية: Juan Carlos La Rosa)‏ (2 مارس 1980 في بيرو - ) هو مدرب كرة قدم ولاعب كرة قدم بيروفي في مركز الوسط. شارك مع منتخب بيرو لكرة القدم. أما مع النوادي، فقد لعب مع أليانزا ليما والجامعي دي بيرو وخوان أوريتش وسيينسيانو وسبورت بويز وTotal Chalaco ‏.

## وصلات خارجية
- خوان كارلوس لا روزا على موقع الاتحاد الدولي (مؤرشف)  (الإنجليزية)
- خوان كارلوس لا روزا على موقع قاعدة بيانات كرة القدم.إي يو (الإنجليزية)
- خوان كارلوس لا روزا على موقع ناشيونال فوتبول تيمز (الإنجليزية)
- خوان كارلوس لا روزا على موقع Soccerway.com (الإنجليزية)